# Dominik Kraut
Dominik Kraut (15 gennaio 1990) è un calciatore ceco, attaccante del Sokol Kobeřice.